# L'unité Halfon ne répond plus
L'unité Halfon ne repond plus (Giv'at Halfon Eina Ona) (en hébreu : גבעת חלפון אינה עונה) est un classique du cinéma israélien réalisé par Assi Dayan. Produit en 1976, ce film est une satire de Tsahal. Les personnages comme Sergio Constanza, Mr Hasson ou le cuisinier Yosifun sont devenus des personnages illustres en Israël.

## Synopsis
L'action se déroule dans une base anonyme dans le désert du Sinaï. Le sergent Raphaël Moked (Gingi) est chargé de retrouver Sergio Constanza, un réserviste d'origine roumaine qui ne s'est pas présenté une seule fois en 15 ans à la base. En chemin Gingi s'arrête pour demander la main de Yaeli, la jeune et jolie fille de Victor Hasson, émigré égyptien. Mais celui-ci refuse tant que sa fille ainée, timide, ne s'est pas mariée également.
En attendant, Sergio gagne de l'argent qu'il doit à Victor Hasson, en pariant dans son club. Lorsque Gingi arrive pour avertir Sergio qu'il est mobilisé, Victor décide de poursuivre Sergio pour récupérer son argent, et ce jusqu'à la base militaire dans le Sinaï. Là ils découvrent que la fille cadette de Victor s'est cachée dans la voiture de Sergio pour rejoindre Gingi.

## Fiche technique
- Titre : L’unité Halfon ne répond plus
- Titre original : גבעת חלפון אינה עונה
- Titre anglais : Giv'at Halfon Eina Ona
- Réalisation : Assi Dayan

## Distribution
- Shaike Levi : Victor Hasson
- Yisrael Poliakov : Sergio Constanza
- Gavri Barnai : Jinji